# エゾシロネ
エゾシロネ（蝦夷白根、学名：Lycopus uniflorus ）は、シソ科シロネ属の多年草。

## 特徴
細長い地下茎があり、茎は前年の地下茎の先が紡錘形に肥大した部分から出て直立し、4角形で、高さは20-40cmになる。全体に細い軟毛があり、茎の下部は暗紫色を帯びる。葉は対生し、短い葉柄があり、葉身は菱状卵形から長楕円状披針形で、長さ2-7cm、幅1-2.5cmになる。葉先は鈍頭、基部はくさび形になり、縁には鈍い鋸歯がある。葉は薄く、ごく細かい毛があり、光沢が無い。
花期は8-9月。各葉腋に小型の花を数個ずつ密につける。萼は長さ1.5mmになり、中ほどまで5裂し、裂片は3角状卵形で先は鈍い。花冠は白色で、長さ2-3mm、筒部が短い唇形で、上唇の先は浅くへこみ、下唇が3裂する。雄蕊は2個ある。果実は4個の分果で、分果は扁3稜形になる。

## 分布と生育環境
日本では、北海道、本州、四国、九州に分布し、山間の湿地に生育する。世界では、朝鮮半島、中国東北部、シベリア、北アメリカに分布する。

## ギャラリー
- 花冠は小型の唇形。
- 群生。